# فلوريان كاث
فلوريان كاث (بالألمانية: Florian Kath) (21 أكتوبر 1994 ببالينغن في ألمانيا - ) هو لاعب كرة قدم ألماني في مركز الوسط. لعب مع نادي فرايبورغ وTSG Balingen ‏.

## وصلات خارجية
- فلوريان كاث على موقع قاعدة بيانات كرة القدم.إي يو (الإنجليزية)
- فلوريان كاث على موقع بيانات كرة القدم. دي إي (الألمانية)
- فلوريان كاث على موقع Soccerway.com (الإنجليزية)
- فلوريان كاث على موقع عالم كرة القدم.نت (الإنجليزية)